# William Eggleston
William Eggleston (27 juli 1939) is een Amerikaans fotograaf. Hij was een van de eerste fotografen die gebruikmaakte van kleur in kunstfotografie.
In 1998 werd de Hasselblad Award aan hem toegekend. Eggleston werd in 2003 bekroond met de Royal Photographic Society 's Special 150th Anniversary Medal and Honorary Fellowship (HonFRPS) "voor zijn aanhoudende, significante bijdrage aan de kunst van de fotografie". Datzelfde jaar werd hem bij de Sony World Photography Awards de prijs "Outstanding Contribution to Photography Award" toegekend.

## Werk in openbare collecties (selectie)
- Victoria and Albert Museum, Londen[1]